# Wojewódzki Sztab Wojskowy w Szczecinie

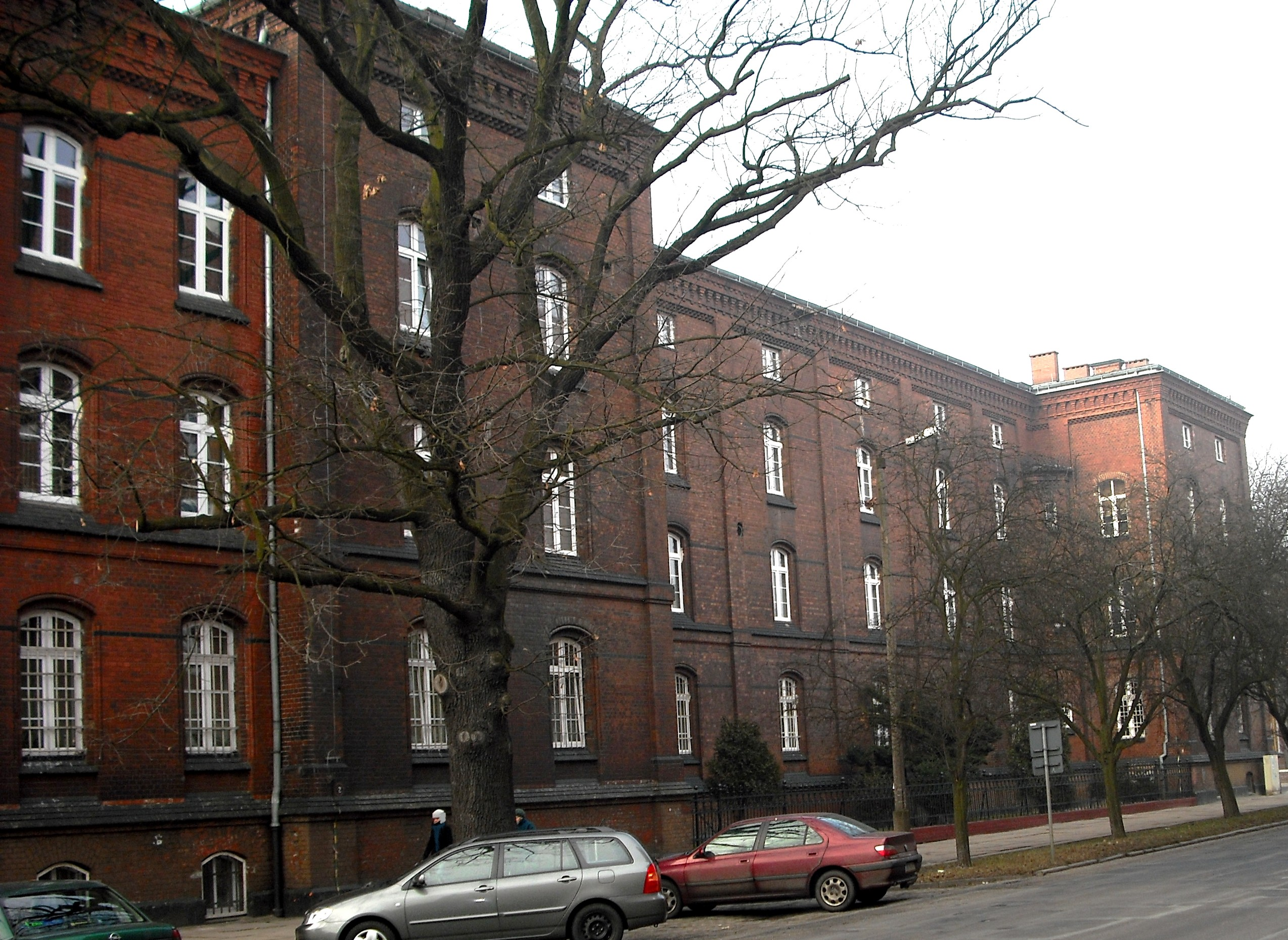
Budynek WSzW Szczecin

Wojewódzki Sztab Wojskowy w Szczecinie (WSzW Szczecin) – terenowy organ Ministra Obrony Narodowej w sprawach operacyjno-obronnych i administracji wojskowej, z siedzibą przy ul. Potulickiej 3 w Szczecinie. Od 2022 Ośrodek Zamiejscowy Centralnego Wojskowego Centrum Rekrutacji w Szczecinie.

Insygnia
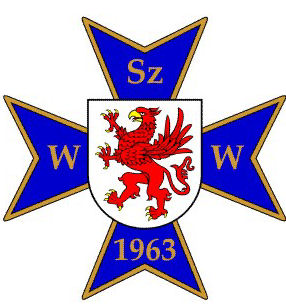
Odznaka pamiątkowa
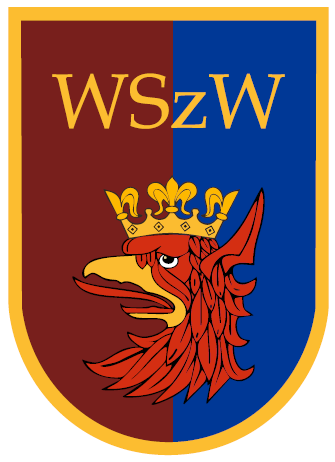
Oznaka rozpoznawcza na mundur wyjściowy
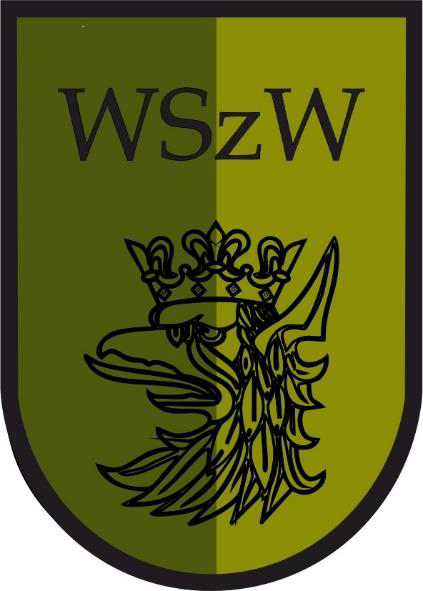
Oznaka rozpoznawcza na mundur polowy

## Podległość

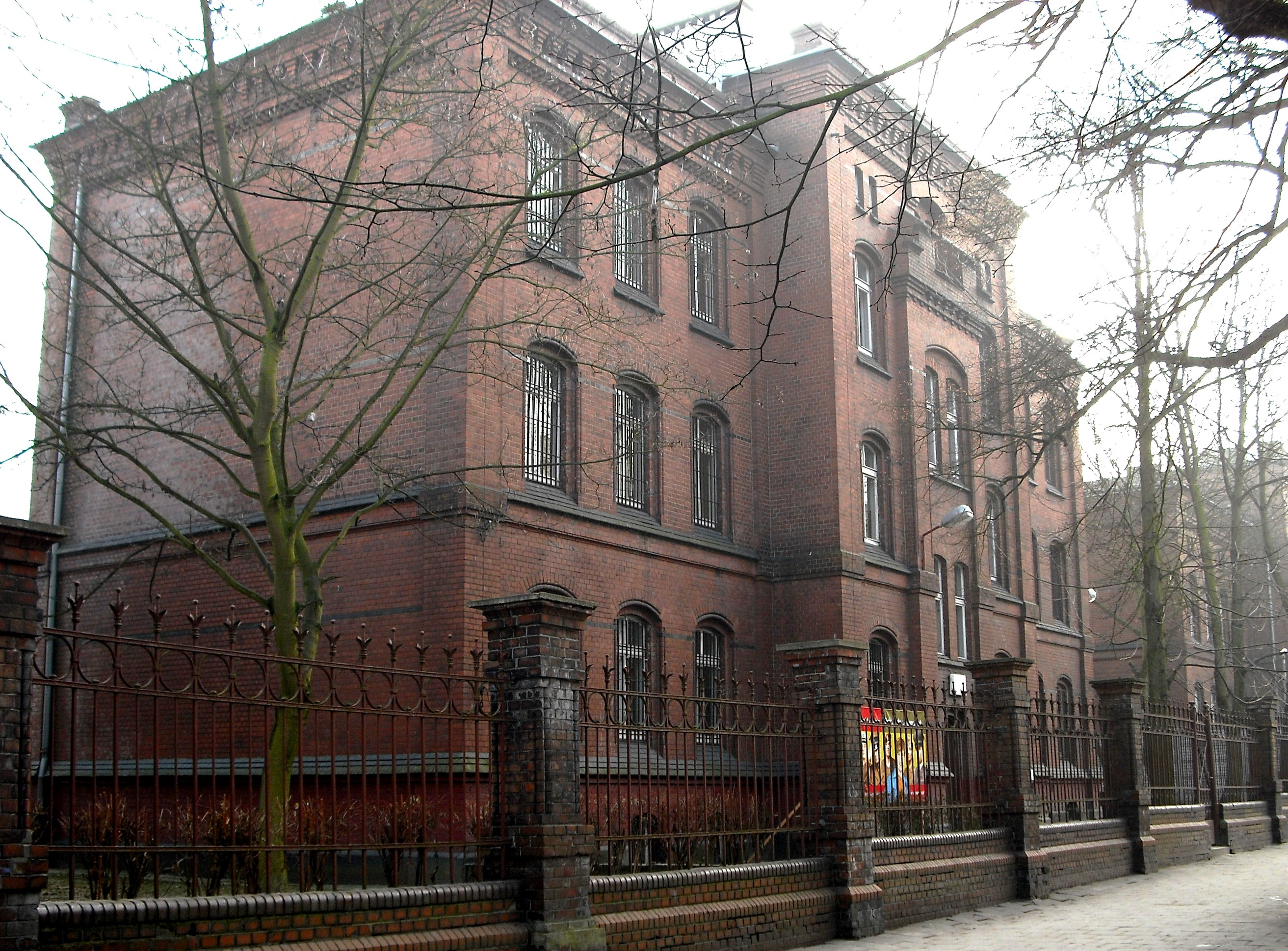
Budynek WKU w Szczecinie

WSzW służbowo podlega pod Sztab Generalny Wojska Polskiego.
WSzW w Szczecinie podlegają:
- WKU Kołobrzeg
- WKU Koszalin
- WKU Stargard

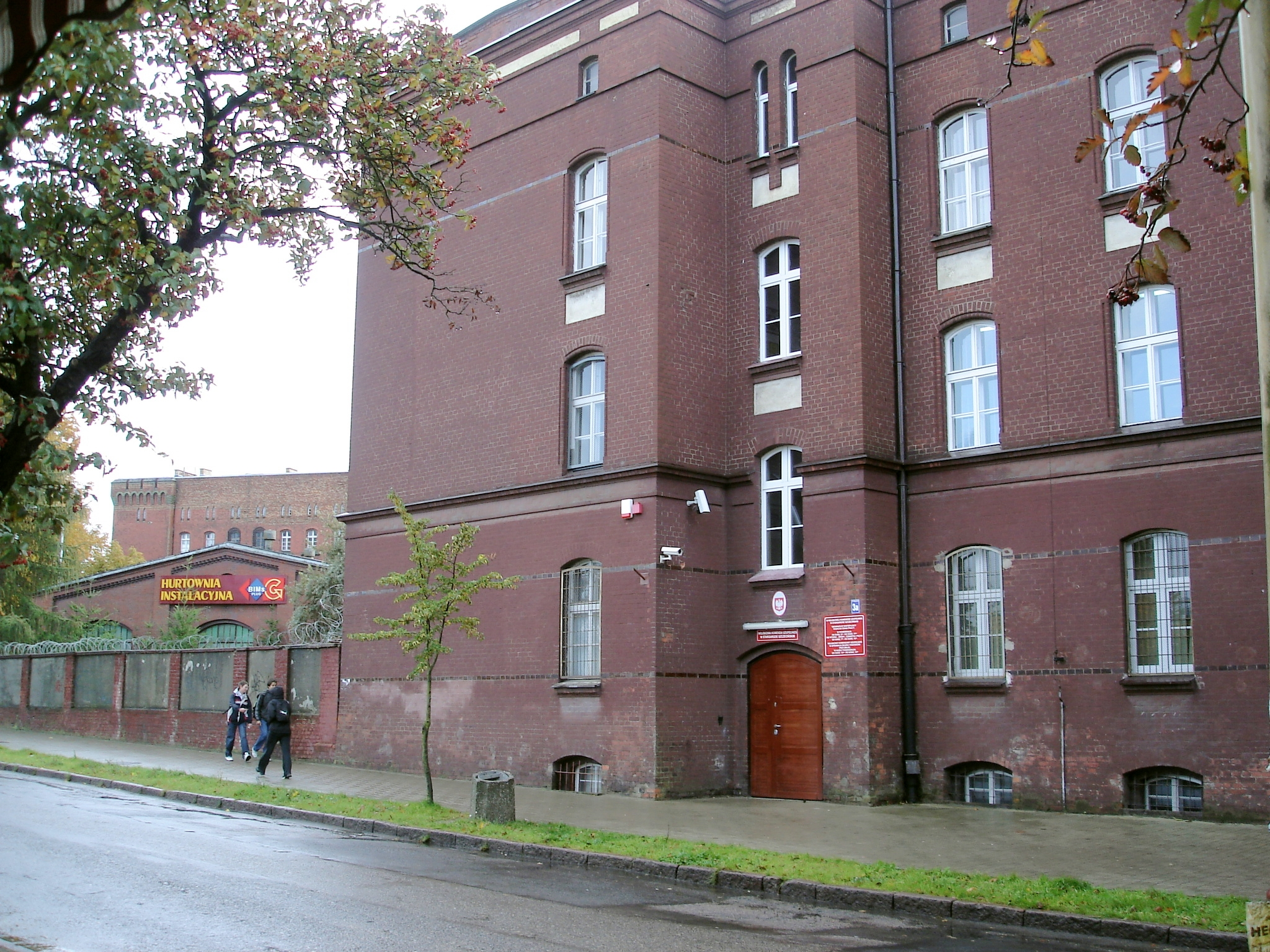
Budynek WKU w Stargardzie

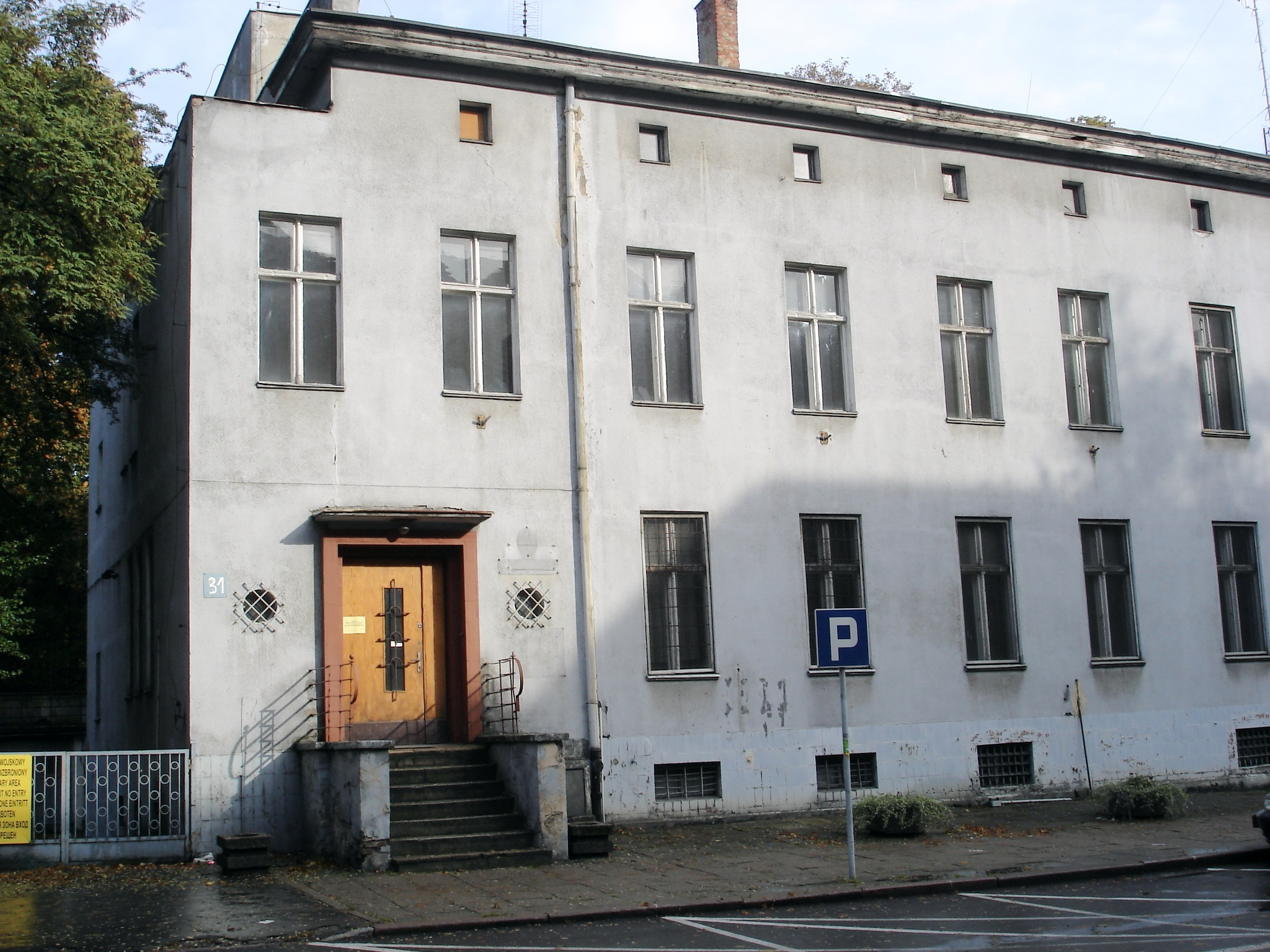
Budynek WKU w Stargardzie do 2008

- WKU Szczecin zasięgiem obejmuje część Szczecina, powiat policki, powiat goleniowski i powiat gryfiński.

Komendanci: mjr Wojciech Gut, płk dypl. Czesław Drewniak, ppłk mgr Marek Balcerek, ppłk mgr Wojciech Kordański, ppłk Marek Konieczny. Od 1 stycznia 2011 jednostka przejęła obszar administrowany przez WKU w Szczecinie-Podjuchach, która wcześniej siedzibę miała w Gryfinie.
- WKU Szczecinek – jednostka administracji wojskowej, której siedziba mieści się przy ul. Tadeusza Kościuszki 55 w Szczecinku. Obejmuje zasięgiem obszar trzech powiatów: drawski, szczecinecki, wałecki. Komendantem placówki jest ppłk mgr inż. Zbigniew Urbaniak.
- WKU Świnoujście

## Szefowie
- 1963-1965 płk dypl. Edward Drzazga
- 1956-1976 płk dypl. Bronisław Brodawczuk
- 1976-1977 płk dypl. Jan Popiel
- 1977-1980 płk mgr inż. Tadeusz Jabłoński
- 1980-1988 płk dypl. Roman Peciak
- 1988-1989 gen. bryg. Zbigniew Maziej
- 1989-1990 gen. bryg. Stanisław Smoleń
- 1990-2001 gen. bryg. Zbigniew Chruściński
- 2001-2007 płk dypl. Robert Jabłoński
- 2007-2015 kmdr mgr inż. Dariusz Bednarczyk
- 2015-2018 płk dypl. Krzysztof Stachowiak
- 2018-2021 płk mgr Radosław Niecikowski
- 2021-2022  płk Mariusz Pietraszek
- 2022 - ppłk Maciej Zapolski